# أبردن
أبردن بي أل سي (منمقة كـ "أبردن"، تنصل من " أبردين ")،  سابقًا كانت تسمى ستاندرد لايف أبردين بي أل سي ، هي شركة استثمار عالمية مقرها المملكة المتحدة ومقرها في إدنبرة ، اسكتلندا. وهي مدرجة في بورصة لندن وهي أحد مكونات مؤشر فوتسي 250 .
وهو أكبر مدير أصول نشط في المملكة المتحدة، مع استثمارات في الأسهم والأصول المتعددة والدخل الثابت والسيولة وصناديق الثروة السيادية والعقارات والأسواق الخاصة.  في يوليو 2021، غيرت الشركة اسمها من ستاندرد لايف أبردين بي أل سي إلى أبردن. يقع المكتب المسجل للشركة في 1 شارع جورج في إدنبرة ، أسكتلندا .

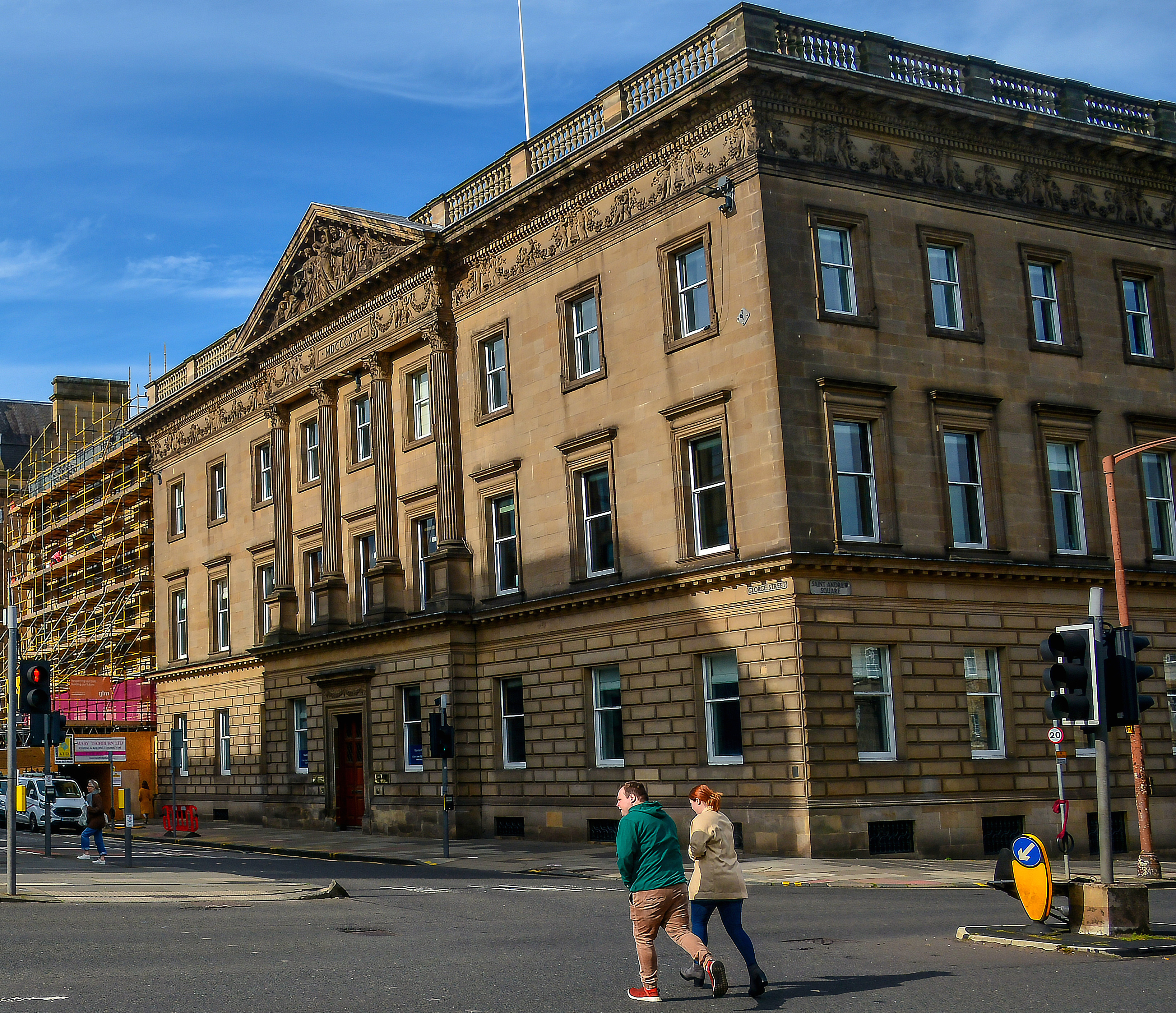
مقر مكتب الشركة المسجل هو 1 شارع جورج في إدنبرة